# Erucaria
Erucaria – rodzaj roślin jednorocznych lub dwuletnich, należący do rodziny kapustowatych. Obejmuje ok. 10 gatunków występujących głównie we wschodniej części basenu Morza Śródziemnego. 

## Morfologia
Rośliny zwykle od nasady rozgałęzione, nagie lub okryte prostymi włoskami. Liście pierzasto wcinane. Kwiaty średnich rozmiarów, o płatkach fioletowych lub białawych, wyrastają na krótkich szypułach przyciśniętych do łodygi, grubiejących podczas owocowania. Działki kielicha wzniesione, płatki owalne z długim, wąskim paznokciem. Pręcików 6 o wąskich nitkach. Miodniki drobne. Zalążnia cylindryczna, dwuczęściowa – w dolnej znajduje się 1–8 zalążków, w górnej 1–4. Owocem jest dwuczęściowa łuszczynka. Część górna zawiera 1–3 nasiona, jest owalna z dzióbkiem na szczycie. Część dolna jest zaokrąglona i zawiera do 8 nasion w dwóch komorach rozdzielonych przegrodą.

## Systematyka
Pozycja systematyczna według APweb (aktualizowany system APG III z 2009)
Należy do rodziny   kapustowatych (Brassicaceae), rzędu kapustowców (Brassicales), kladu różowych (rosids) w obrębie okrytonasiennych (Magnoliophyta).
Wykaz gatunków
- Erucaria bornmuelleri O.E.Schulz
- Erucaria cakiloidea (DC.) O.E.Schulz
- Erucaria crassifolia (Forssk.) Delile
- Erucaria erucarioides (Coss. & Durieu) Müll.Berol
- Erucaria hispanica (L.) Druce
- Erucaria microcarpa Boiss.
- Erucaria oliveri Spreng.
- Erucaria ollivieri Maire
- Erucaria pinnata (Viv.) Täckh. & Boulos
- Erucaria rostrata (Boiss.) A.W.Hill ex Greuter & Burdet